# Leonia (Nova Jérsei)
Leonia é um distrito localizado no estado americano de Nova Jérsei, no Condado de Bergen.

## Demografia
Segundo o censo americano de 2000, a sua população era de 8914 habitantes.
Em 2006, foi estimada uma população de 8799, um decréscimo de 115 (-1.3%).

## Geografia
De acordo com o United States Census Bureau tem uma área de
4,2 km², dos quais 3,9 km² cobertos por terra e 0,3 km² cobertos por água.

## Localidades na vizinhança
O diagrama seguinte representa as localidades num raio de 4 km ao redor de Leonia.